# Lazareto de Milán
El Lazareto de Milán (en italiano: Lazzaretto di Milano) fue construido entre finales del siglo xv y principios del xvi fuera de la Porta Orientale, como lugar de aislamiento y recuperación de los enfermos durante las epidemias. Demolido a finales del siglo xix, tenía forma de cuadrilátero de 378 metros de longitud y 370 metros de anchura y ocupaba una zona delimitada por las actuales Via San Gregorio, Via Lazzaretto, Viale Vittorio Veneto y Corso Buenos Aires.

## La necesidad de un lazareto

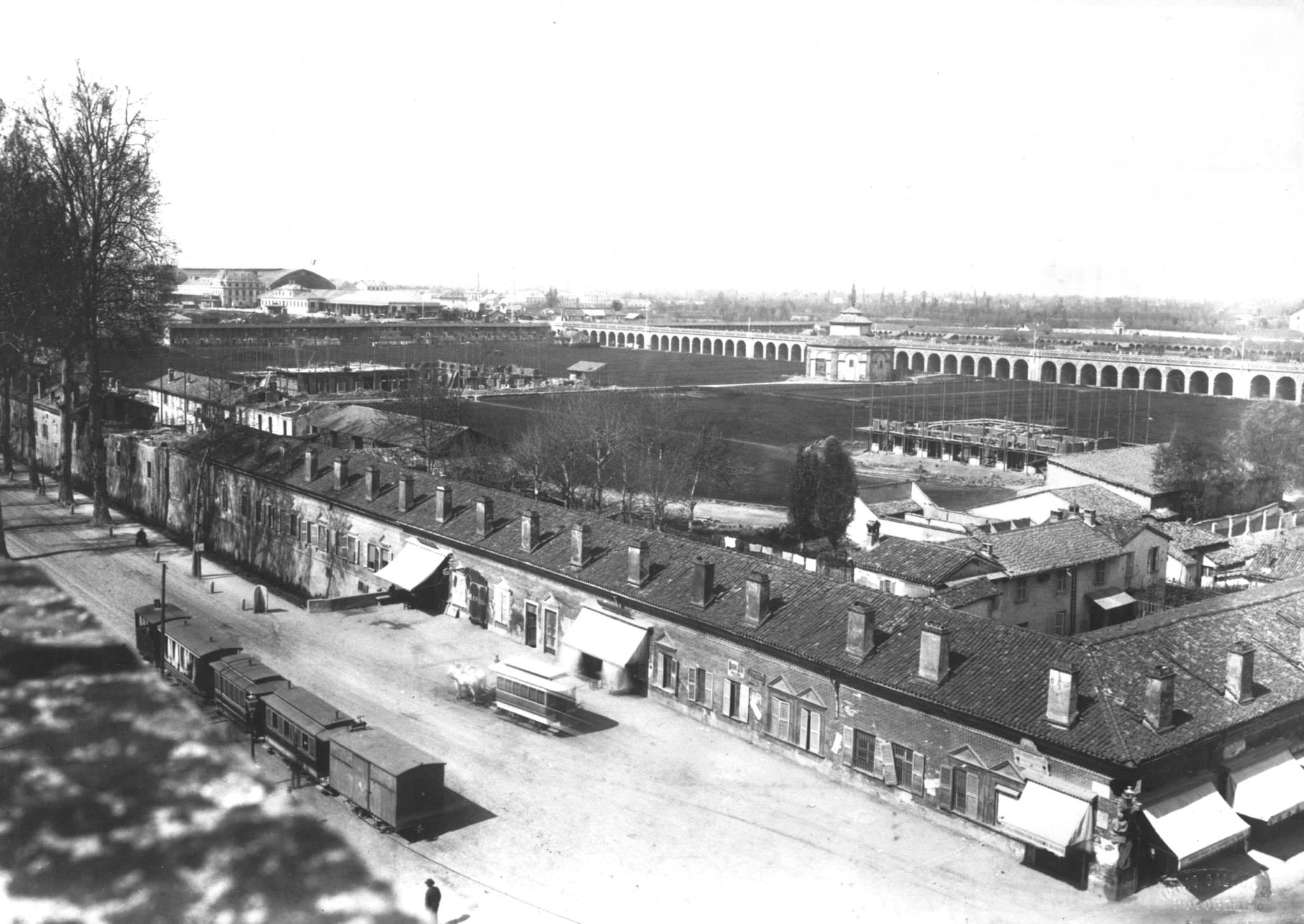
El lazareto en la década de 1880, atravesado por el ferrocarril.

Entre 1448 y 1449, durante la República Ambrosiana, se propuso la creación de un lugar para la recuperación de los pobres y de los enfermos primero en Cusago y posteriormente en una construcción junto a la iglesia de San Barnaba, en la zona de Porta Tosa; en esta época los enfermos se recuperaban cerca del Castillo de la Porta Giovia.
En 1468, entre junio y julio, con ocasión de la boda entre Galeazzo María Sforza y Bona de Saboya, se tuvo noticia de la difusión de la peste y varios nobles se trasladaron fuera de la ciudad.
Ese mismo año, mediante carta del 10 de agosto, el notario Lazzaro Cairati presentó al duque un proyecto para la construcción de un lazareto en Crescenzago, en la zona de la Martesana; las aguas del Naviglio della Martesana rodearían la estructura y permitirían trasladar a los enfermos por vía acuática. Estaba previsto que tuviera una superficie de 400 pérticas cuadradas (unas 26 hectáreas), con doscientas habitaciones cuadradas de ocho brazas de lado.
Cada habitación estaría aislada de las otras y tendría dos ventanas, dos agujeros de ventilación, una pequeña chimenea y una letrina; la cama sería de paja, de manera que pudiera ser quemada en el momento de la desinfección. Un edificio anexo estaría destinado a acoger a los casos sospechosos, manteniéndolos separados de los contagiados. Estaban previstas también dos pequeñas iglesias con espacios para las sepulturas y una gran casa para alojar a médicos, barberos y oficiales. En este proyecto algunos han notado la influencia de las ideas de Filarete.
El duque remitió el proyecto al Consejo Secreto de Milán, que lo aprobó, pese a algunas protestas de los habitantes de Crescenzago; sin embargo, su construcción fue suspendida, probablemente por falta de fondos.

## Un nuevo proyecto

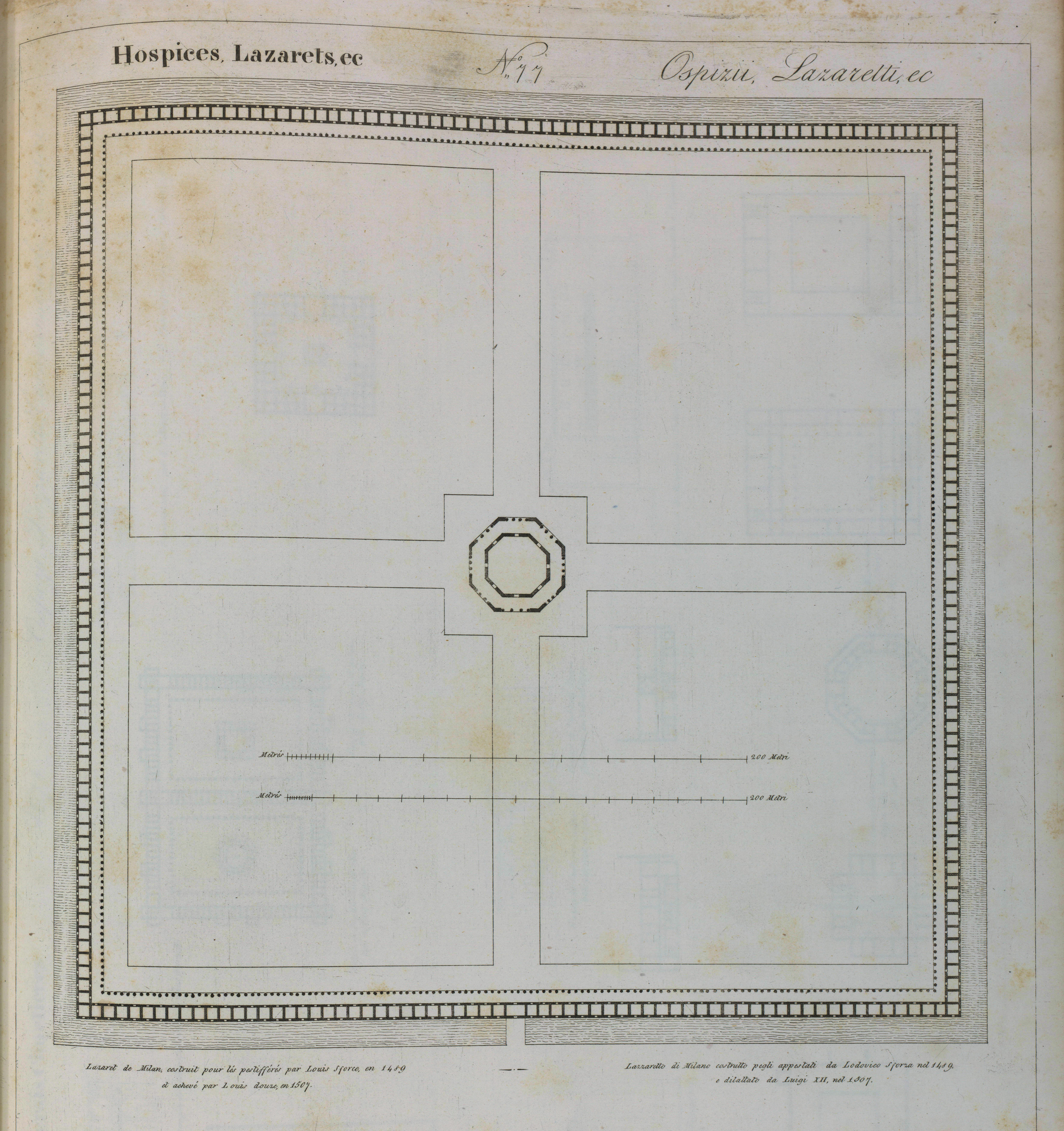
Planimetría (1833) del lazareto.

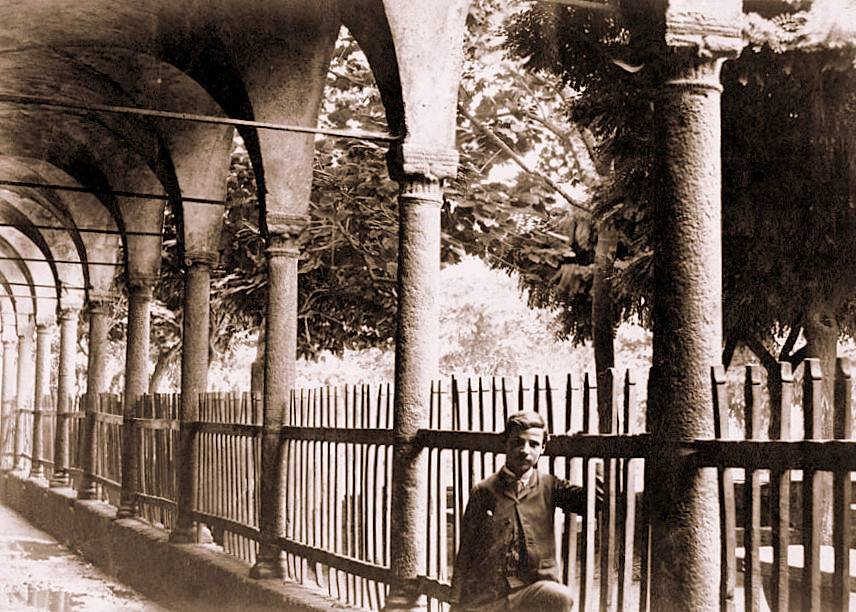
Interior del lazareto de Milán en torno al 1880.

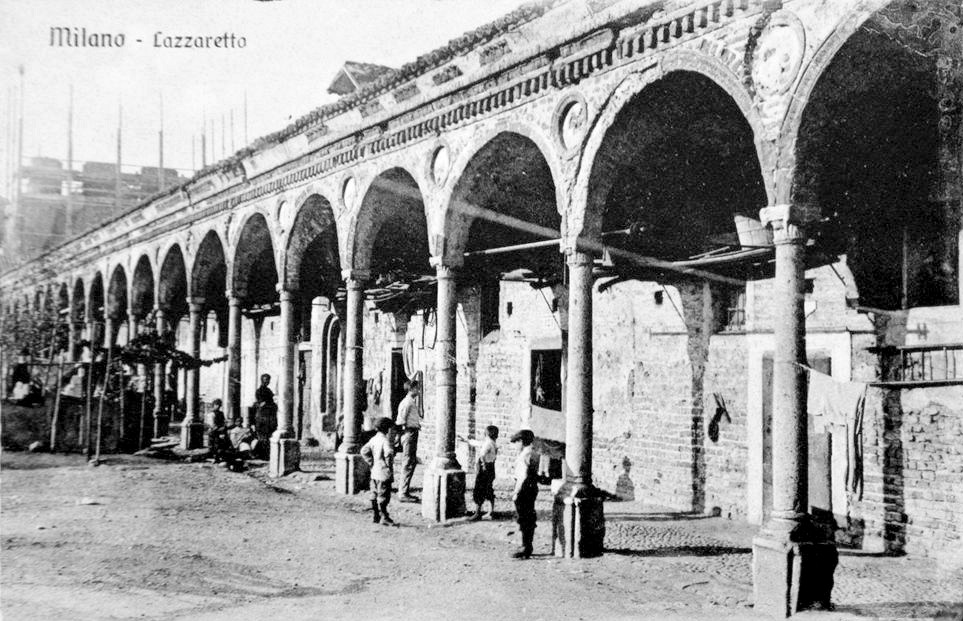
Interior del lazareto de Milán en torno al 1880.

En 1485 la peste volvió a golpear Milán y se volvió a proponer la idea de construir un lugar donde aislar a los enfermos. El 23 de enero de 1486 murió el conde Galeotto Bevilacqua que, siguiendo lo establecido por su tío paterno Onofrio, dejó al Ospedale Maggiore di Milano varias propiedades para que las vendieran y construyeran un lugar para los pobres enfermos de peste. En el legado indicó también que el lazareto se debía construir fuera de la Porta Orientale, cerca de la iglesia de San Gregorio, y estableció que se debía construir en un plazo de dos años desde su fallecimiento. Probablemente la zona fue escogida por Bevilacqua porque ya había en el lugar un albergue vinculado a la iglesia de San Gregorio.
Resueltas algunas controversias con los herederos de Bevilacqua, en 1488 el Ospedale Maggiore obtuvo seis mil ducados para la obra; una comisión confirmó la idoneidad del lugar escogido y se descartaron los temores de una posible difusión de la peste mediante el aire o mediante las aguas que rodearían el edificio.
Se definió también el proyecto de la estructura. En total ocuparía una superficie de 200 pérticas cuadradas y el acceso sería posible solo a través de un puente levadizo; estaban previstas doscientas ochenta habitaciones, no separadas como en el primer proyecto, sino colindantes. Cada habitación, cuadrada y con un lado de ocho brazas, tendría:
- una ventana grande hacia el interior;
- una ventana grande con reja hacia el foso para poder comunicar con el exterior (de dos brazas de anchura y tres de altura, unos 1.20 metros por 1.80 metros);
- una chimenea a la francesa hacia el foso;
- una letrina; y
- una cama de ladrillo.

En el exterior de cada habitación estaba prevista una pintura sagrada, y en el centro de la estructura se construiría una capilla. Por último, la estructura estaría dividida en cuatro partes: las tres primeras estarían destinadas respectivamente a los enfermos, a los curados y a los sospechosos, mientras que la última, orientada hacia la ciudad, a los médicos, boticarios, barberos y otros empleados. En la entrada estarían esculpidas las insignias ducales y las de las familias Parravicini, Bevilacqua, Borromeo y Trivulzio.
El 27 de junio de 1488 se dio inicio a la construcción del llamado «edificio de Santa Maria della Sanità» (Edificium Sancte Marie Sanitatis) y el 14 de noviembre las obras fueron confiadas oficialmente a Lazzaro Palazzi con una compensación anual de cincuenta liras imperiales. El proyecto probablemente fue continuado principalmente por el notario Lazzaro Cairati, que se definía «autor» e «inventor» del lazareto.
La construcción se inició lentamente: en 1497 se completaron los cimientos de la mitad de las habitaciones, mientras que hasta 1505 no se inició la colocación de los azulejos. Buena parte del pórtico fue realizada entre 1507 y 1508, año en el que se empezó a pintar las habitaciones. Palazzi, que enfermó en 1504, murió a finales de 1507 y en 1508 fue sustituido por Bartolomeo Cozzi. Entre 1509 y 1513 se realizaron solo mínimas intervenciones por falta de fondos y parte de la estructura permaneció incompleta; además, el terreno interior fue alquilado.
La estructura, que fue tomada como modelo para posteriores proyectos en otras ciudades, estaba constituida por un amplio recinto cuadrado con una única entrada, vigilada por soldados. A su alrededor estaba completamente rodeado por un foso lleno de agua, llamado Fontanile della Sanità, que aumentaba la idea de aislamiento y separación de Milán.
El perímetro interior estaba constituido por 504 arcos, hacia los que daban 288 celdas, de las cuales 280 eran para el internamiento de los enfermos, mientras que las restantes cuatro en las esquinas y cuatro en las entradas estaban destinadas a los servicios. Cada celda tenía una superficie de unos veinte metros cuadrados, con dos ventanas, una chimenea, una letrina y colchones sobre los cuales dormían los enfermos.

## Las epidemias de peste

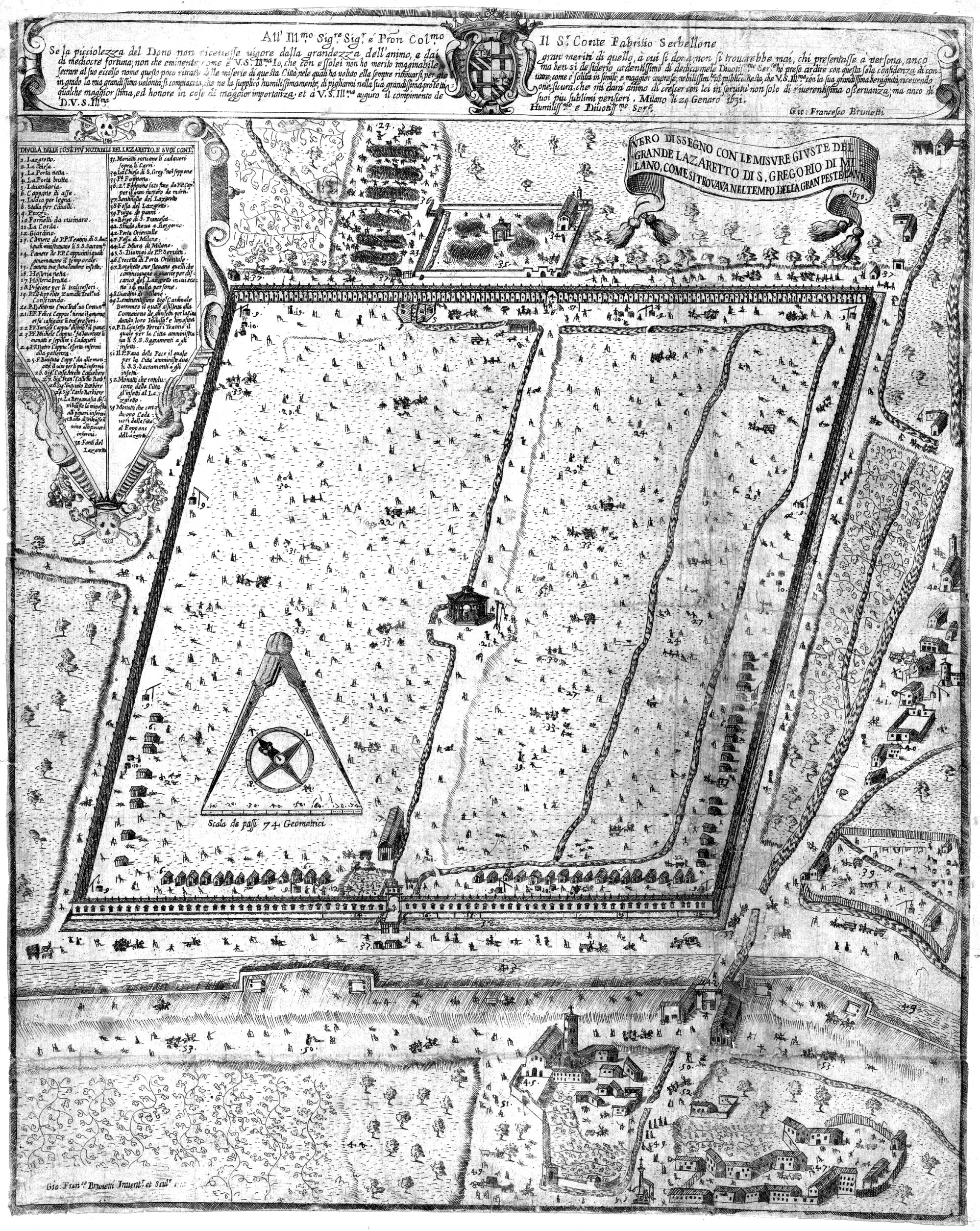
El lazareto durante la peste de 1630.

La aparición de nuevas epidemias de peste hizo necesario que se usara el recinto: entre 1513 y 1516 el lazareto albergó más de doscientas personas cada año entre enfermos y sospechosos. Siguieron la peste de 1524 y la de 1576, que hicieron necesaria la construcción de cabañas en el interior y en el exterior del recinto para poder albergar el gran número de enfermos. A finales del siglo xvi, ante la ausencia de epidemias, el terreno fue alquilado de nuevo y algunas habitaciones fueron tapiadas.

### La peste de 1630
En 1629, a causa de la hambruna en el Ducado de Milán, más de tres mil quinientos pobres fueron acogidos en el lazareto para ser ayudados con víveres y su número, según Tadino, llegó a 9715; el hacinamiento provocó una epidemia en el lazareto que causó entre setenta y ciento diez muertos cada día. El lazareto fue cerrado y los pobres que parecían sanos volvieron a casa, pero el contagio se difundió rápidamente en la ciudad y hasta septiembre murieron unas ocho mil quinientas personas.
Con la difusión en ciudad de la peste de 1630, el lazareto fue reabierto y organizado de la siguiente manera:
- En el lado meridional, hacia la ciudad, a la derecha estaban las habitaciones de los sospechosos, con cinco calabozos para los desobedientes y malhechores; a la izquierda, una habitación para el custodio, una para un oficial dedicado a los pagos y treinta y dos habitaciones para los oficiales.
- En el lado oriental estaban las habitaciones de los infectados con habitaciones para el barbero y los monatti brutti (se ocupaban de las sepulturas).
- En el lado septentrional, entrando desde la puerta norte, a la derecha estaban las purgatrici, depósitos de bienes para devolver y las habitaciones de las mujeres sospechosas; a la izquierda, los depósitos para los bienes infectados, las monatte brutte y una barbera.
- En el lado occidental, las habitaciones no eran utilizables porque fueron dejadas incompletas en el momento de su construcción (faltaba también parte del pórtico).

El aspecto del lazareto durante la peste se muestra en un grabado del 29 de enero de 1631 realizado por Giovanni Francesco Brunetti, que pasó un tiempo en él y sobrevivió. La leyenda del grabado describe lugares y acontecimientos en el interior y en el exterior del recinto.

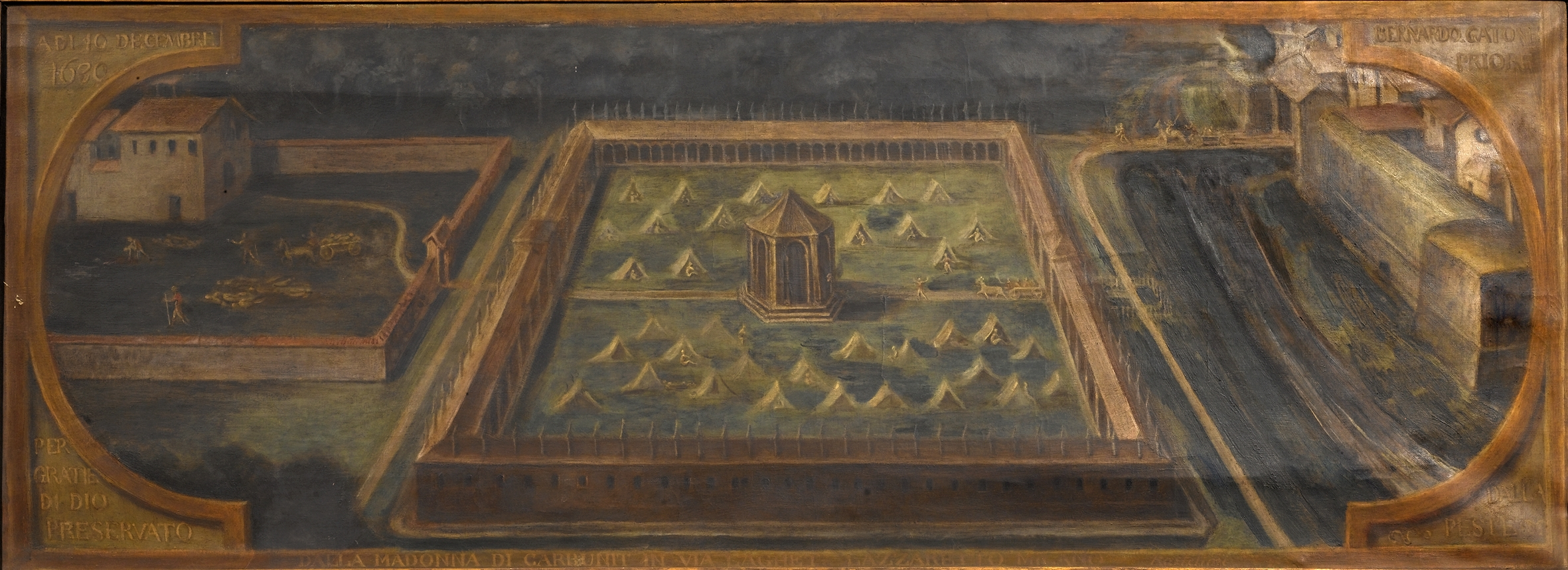
Representación del lazareto en 1630.

El lazareto en la época de la peste de 1630 está representado también en un lienzo presente en la Via Laghetto de Milán; se trata de un exvoto de Bernardo Catone, prior del gremio de carboneros, por haberse salvado de la peste. La parte superior representa a la Virgen María con un manto abierto sostenido por dos ángeles; de frente, san Sebastián, san Carlos y san Roque; abajo a la derecha está representado el perfil del cliente. La vista en perspectiva colocada en la parte inferior muestra el lazareto desde el lado occidental, con las murallas de Milán a la derecha y la iglesia de San Gregorio y el cementerio a la izquierda. La vista muestra también treinta y seis tiendas de campaña en el interior del recinto.
El uso de tiendas para la recuperación de los apestados está representado también en el cuadro La comunión del apestado de Antonio Maria Ruggeri, realizado a finales del siglo xvii.

## Cambio de uso y demolición

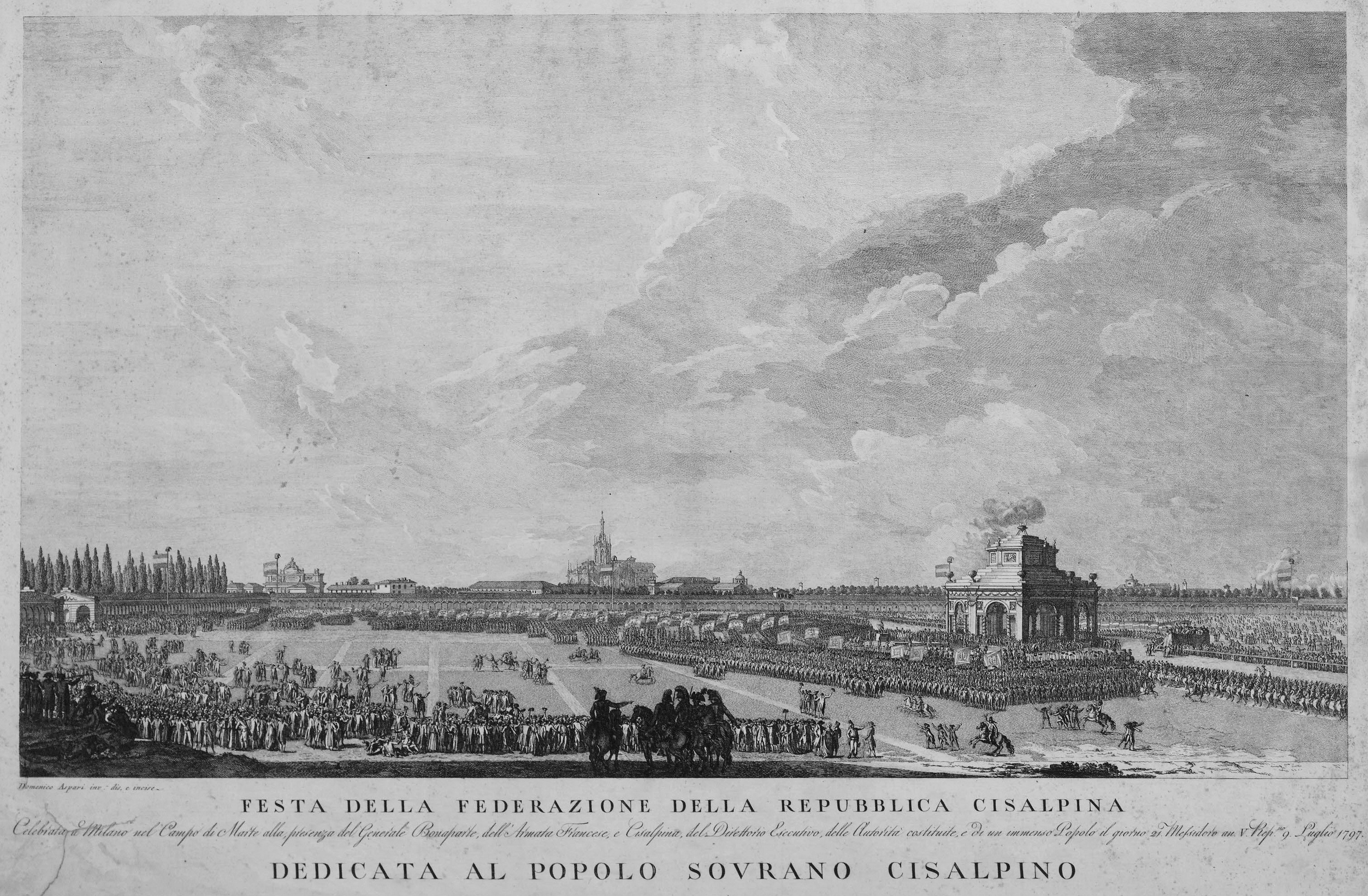
Fiesta de la Federación de la República Cisalpina (9 de julio de 1797).

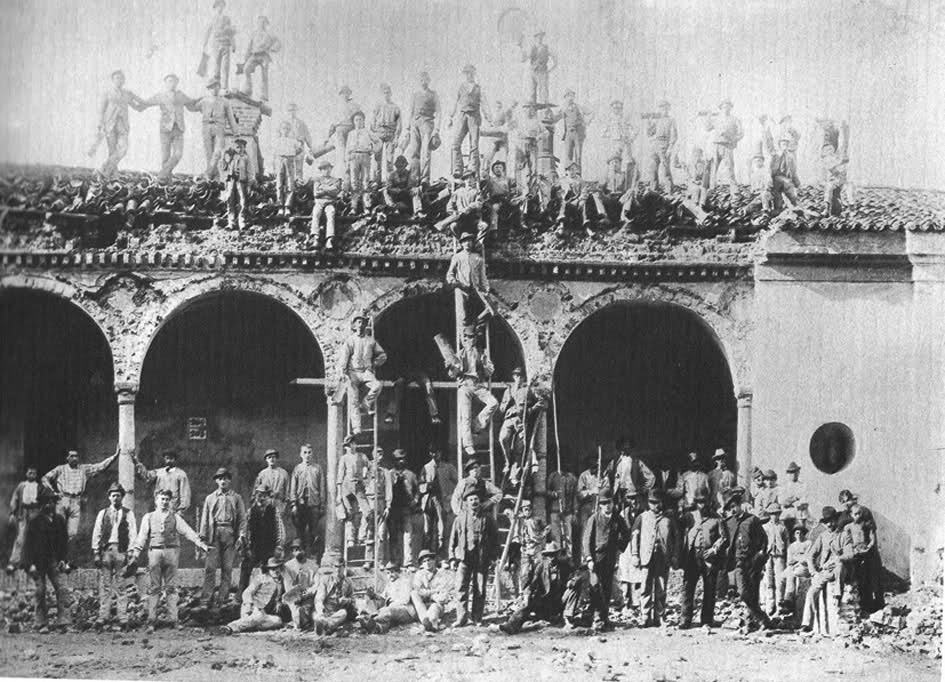
El lazareto durante su demolición (1882-1890).

Terminada la epidemia en 1632, se realizó una desinfección y el lazareto fue entregado al Ospedale Maggiore. En los años posteriores la estructura fue utilizada principalmente para fines militares y sufrió varios daños y alteraciones. Se iniciaron también una serie de adaptaciones para diferentes usos: en 1780 se convirtió en sede de la escuela de veterinaria y de la guardia aduanera; en 1790 varias habitaciones fueron adaptadas como casas de trabajo para los pobres.
En 1797 el lazareto fue expropiado por Napoleón para la Administración General de la Lombardía. El 9 de julio de ese mismo año, con ocasión de la fiesta de la República, fue rebautizado Campo della Federazione y se llevó a cabo una primera alteración del edificio con la creación de veintidós aperturas hacia el exterior para permitir el acceso de la población durante la fiesta y la destrucción de tres habitaciones para el paso de las tropas.
El espacio interior fue utilizado para algunos festejos de nuevo en 1798, pero las decoraciones fueron destruidas en mayo de 1799 cuando acamparon las tropas de rusos y cosacos. Con la vuelta de los franceses en 1800 la zona mantuvo su uso militar.
En 1812 volvió a ser propiedad del Ospedale Maggiore, que intentó venderlo, pero la subasta quedó desierta. Con el crecimiento de la población de la ciudad, la estructura estaba cada vez más habitada y en 1840 el foso exterior fue cubierto, permitiendo así la instalación de tiendas abiertas hacia la calle. Algunos locales fueron alquilados a trabajadores ferroviarios, jardineros, artesanos, comerciantes, vendedores ambulantes, lavanderos, herradores y fabricantes de hielo.
En 1861 la parte septentrional fue cortada por el viaducto ferroviario que conducía a la antigua Estación Central de Milán, cuyo trazado correspondía al actual Viale Tunisia.
El 28 de abril de 1881 el complejo fue adquirido en subasta por la Banca di Credito Italiano por 1 803 690 liras y parcelado por el Plano Beruto para la edificación de nuevos edificios populares. Tras la aprobación del plano regulador de la zona, en la primavera de 1882 se inició la demolición.

## Las partes conservadas

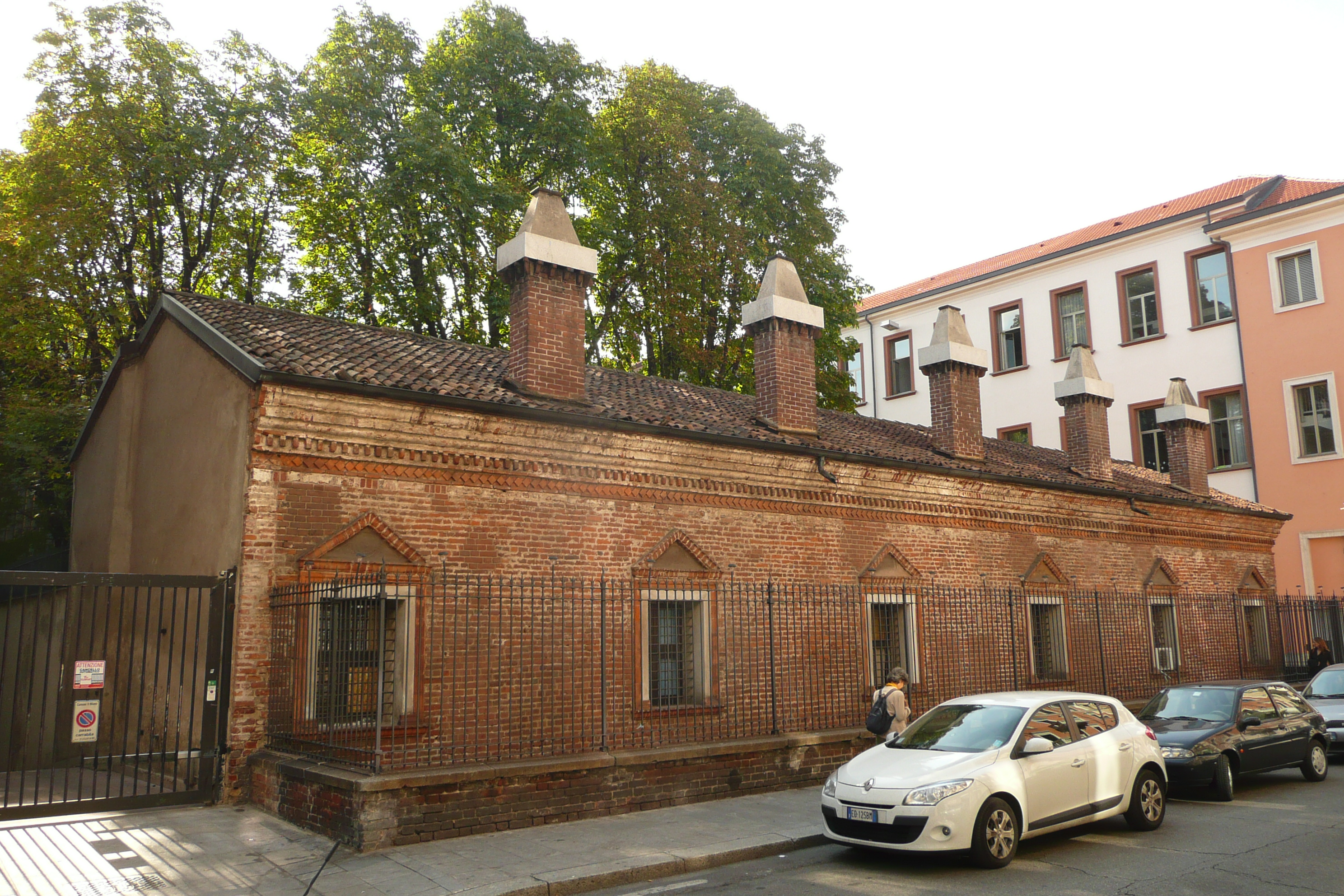
Parte conservada del lazareto en la Via San Gregorio 5.

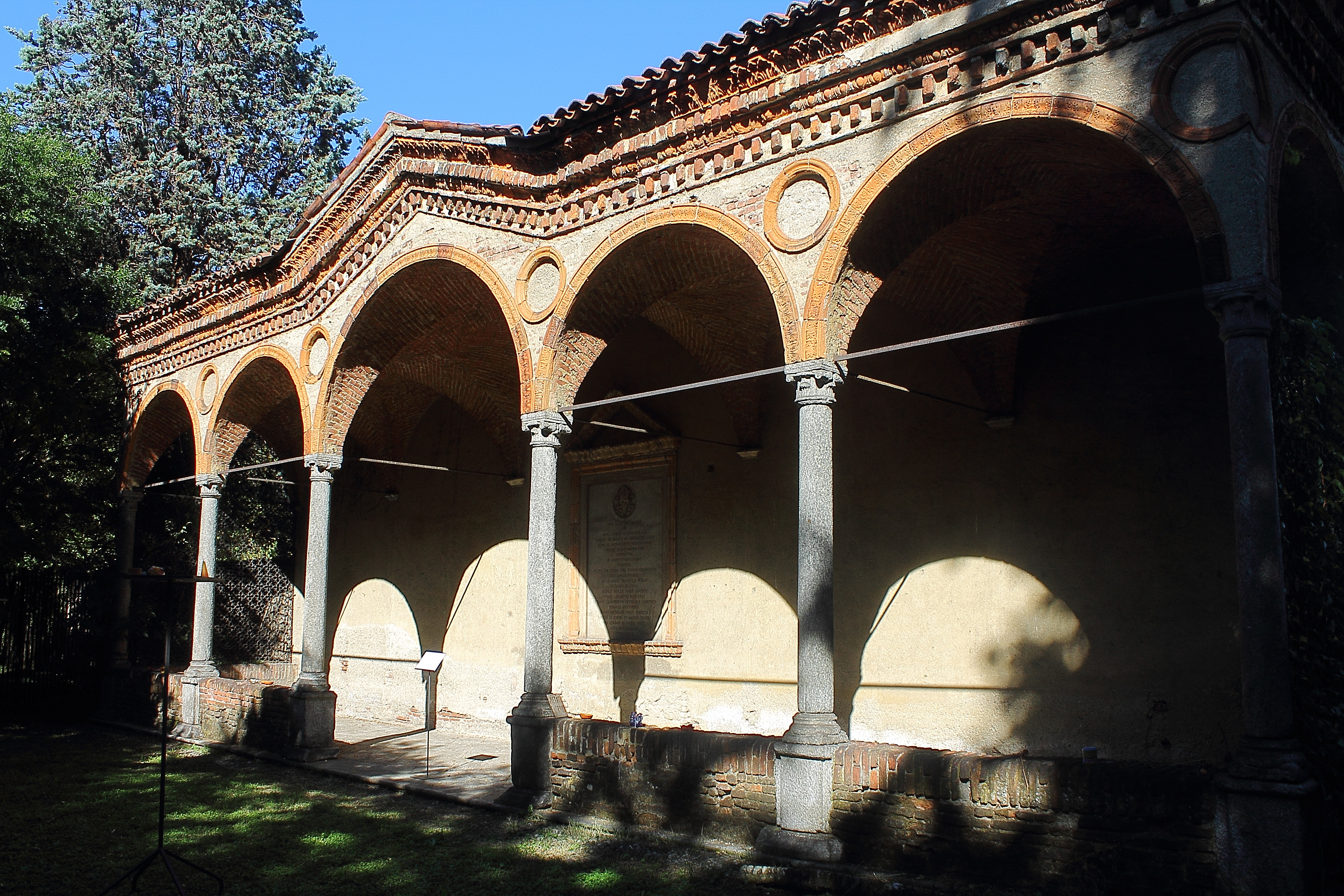
Restos del pórtico correspondiente a la Porta di San Gregorio (Villa Bagatti Valsecchi en Varedo).

En el momento de su venta, en 1880, el gobierno exigió la conservación de una pequeña parte del inmueble. Inicialmente estaba prevista la conservación de la Porta di San Gregorio (puerta hacia el norte utilizada para el traslado de los muertos a los lugares de sepultura). Sin embargo, a causa de la falta de la decoración original en el tramo exterior del muro, se decidió conservar otro tramo ya adquirido por el ayuntamiento, situado actualmente en la Via San Gregorio.
El edificio situado en el número 5 de la calle fue concedido desde 1974 a la iglesia ortodoxa griega y comprende un tramo correspondiente a poco más de cinco estancias originarias, con seis ventanas y cinco chimeneas. En el lado del edificio opuesto a la calle se conserva un tramo del pórtico con diez arcos sobre once columnas. También hay una placa que reza: O viandante, il passo trattieni ma non il pianto («Oh caminante, contienes el paso pero no el llanto»).
Otra parte del muro se encuentra en el interior del cercano edificio que alberga el Istituto Comprensivo Galvani, que data de 1890. Por otro lado, la parte del pórtico interior correspondiente a la Porta di San Gregorio fue reconstruida por la familia Bagatti-Valsecchi en su villa de Varedo.
Se han producido también otras reutilizaciones de parte del pórtico:
- Palazzo Luraschi (Corso Buenos Aires 1, Milán), construido en los antiguos terrenos del lazareto.
- Palazzo Bagatti-Valsecchi (Via Santo Spirito 10, Milán).
- Villa Melzi d'Eril (Bellagio).
- Atrio (que no se conserva) de la Villa Borromeo (Senago).
- Tumba de la familia Borromeo (Oreno).
- Casa parroquial y escuela materna (Varedo).
- Casa de Lodovico Pogliaghi y antiguo hotel Colonne-Camponovo (Sacro Monte di Varese).

## La iglesia de San Carlo al Lazzaretto

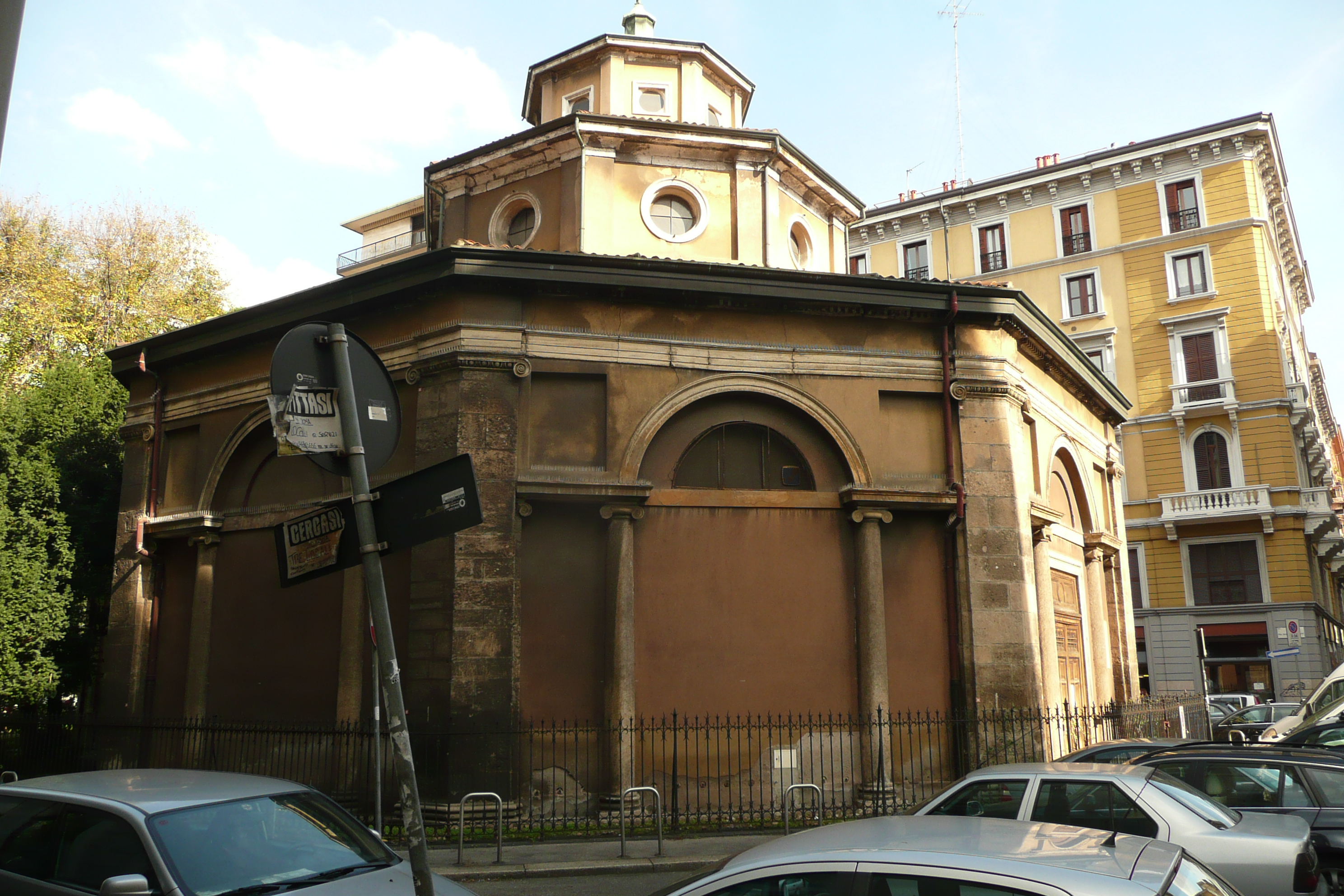
La iglesia de San Carlo al Lazzaretto en la actualidad.

Desde su construcción, en el centro del complejo se encontraba un altar cubierto, donde eran oficiadas las ceremonias. La capilla estaba dedicada inicialmente a Santa Maria della Sanità.
Tras la epidemia de 1576, en 1580 el cardenal Carlos Borromeo encargó a Pellegrino Tibaldi que proyectara un edificio más funcional. El proyecto, de planta octogonal y simetría central, pese a que era contrario a lo definido por la Contrarreforma, fue aprobado y su construcción se inició en 1585.
En 1797, tras la llegada de Napoleón, el altar central fue retirado por Giuseppe Piermarini y sustituido con una estatua de la Libertad, transformando la construcción en un «Altar de la Patria». Con ocasión de festividades, en la cima se colocaba un trípode para quemar incienso.
En 1844 la iglesia desconsagrada, que había sido tapiada, fue utilizada como granero. En la demolición del lazareto se conservó intacta la iglesia, que fue comprada por el párroco de la iglesia de Santa Francesca Romana mediante suscripción pública, remodelada y consagrada de nuevo; reabrió al culto en 1884 con el nombre de iglesia de San Carlo al Lazzaretto.